# Tipula (Pterelachisus) curvistylus
Tipula (Pterelachisus) curvistylus is een tweevleugelige uit de familie langpootmuggen (Tipulidae). De soort komt voor in het Palearctisch gebied.